# Edoardo Mortara
Edoardo Mortara (Genf, 1987. január 12. –) olasz autóversenyző, a Formula–E világbajnokságban versenyez a Mahindra csapatnál.

## Pályafutása
1996-tól kezdett gokartozni, amíg 2006-ban be nem ülhetett egy Formula Renault-ba. 2007-ben már a Formula–3 Euroseriesben versenyzett, ahol az év végén a legjobb újonc lett két győzelmével. A következő évben csupán egy győzelmet szerzett, de kiegyensúlyozottságának köszönhetően a bajnokság második helyén végzett Jules Bianchi mögött.
2009-ben már a GP2 Asia Series-ben indult, ahol első versenyén dobogóra állt. Indult még a fő sorozatban is, ahol a második versenyén győzni tudott. Viszont ez után csak háromszor tudott pontot szerezni és a következő évre kénytelen volt visszatérni a Formula–3-ba. Ebben az évben elindult a makaói Formula–3-as viadalon is, melyet könnyedén meg tudott nyerni.
2010-ben ismét a Signature csapattal szállt harcba a bajnoki cím küzdelméért, amelyet a szezonbeli 7 győzelmével el is tudott hódítani. Ismét elindult Makaóban, amely versenyt ismételten meg tudott nyerni, így ő lett az első pilóta aki ezt véghezvitte.

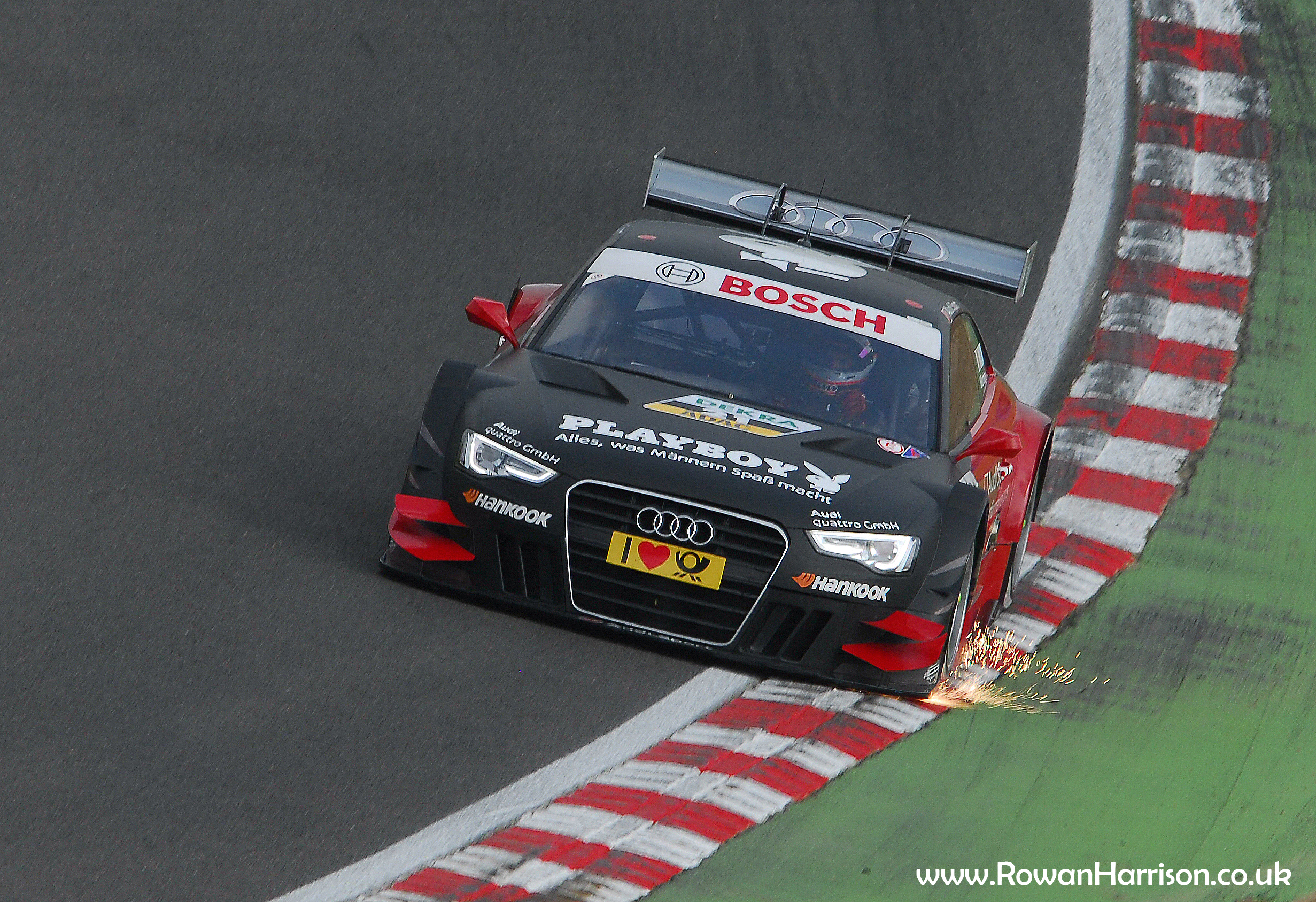
Mortara 2012-ben a Brands Hatch-i fordulón

Ez a teljesítmény meggyőzte a DTM-as Audi csapatát, akik 2011-re leszerződtették. Első évében kétszer is dobogóra tudott állni, második évében pedig megszerezte első győzelmét a sorozatban. A következő éve nem sikerült jól, így 2014-re csapatot váltott (igaz gyártót nem).
Jót tett neki a váltás, hatszor dobogóra állt és a bajnokság előkelő negyedik helyén végzett. 2016 nagyon erős éve volt: öt győzelmet szerzett és az utolsó futamig esélyes volt a bajnoki címre, de pár ponttal lemaradva a második helyen végzett. Az elkövetkezendő évet már a Mercedes kötelékében kezdte meg, de egy csalódást keltő év után elhagyta a sorozatot.

### Formula–E
2017 év végén a Venturi Grand Prix a szezon előtti tesztek után bejelentette, hogy Mortarát választották Maro Engel csapattársának az évre. Az első időmérője nem sikerült fényesen, de a futamon egészen a hetedik helyig tört előre. A második versenyre már a második helyre kvalifikált, majd a versenyen a vezetést is átvette. Esélyes volt a végső győzelemre is, de pár körrel a verseny vége előtt megforgott és visszaesett a harmadik helyre. Itt is ért célba, majd Daniel Abt kizárása után feljött a második helyre.
Ezeken kívül még kétszer ért be pontszerző helyen, Mexikóban 8., Rómában 10 lett. A szezonban három futamot ki kellett hagynia, a DTM és GT programjai miatt.

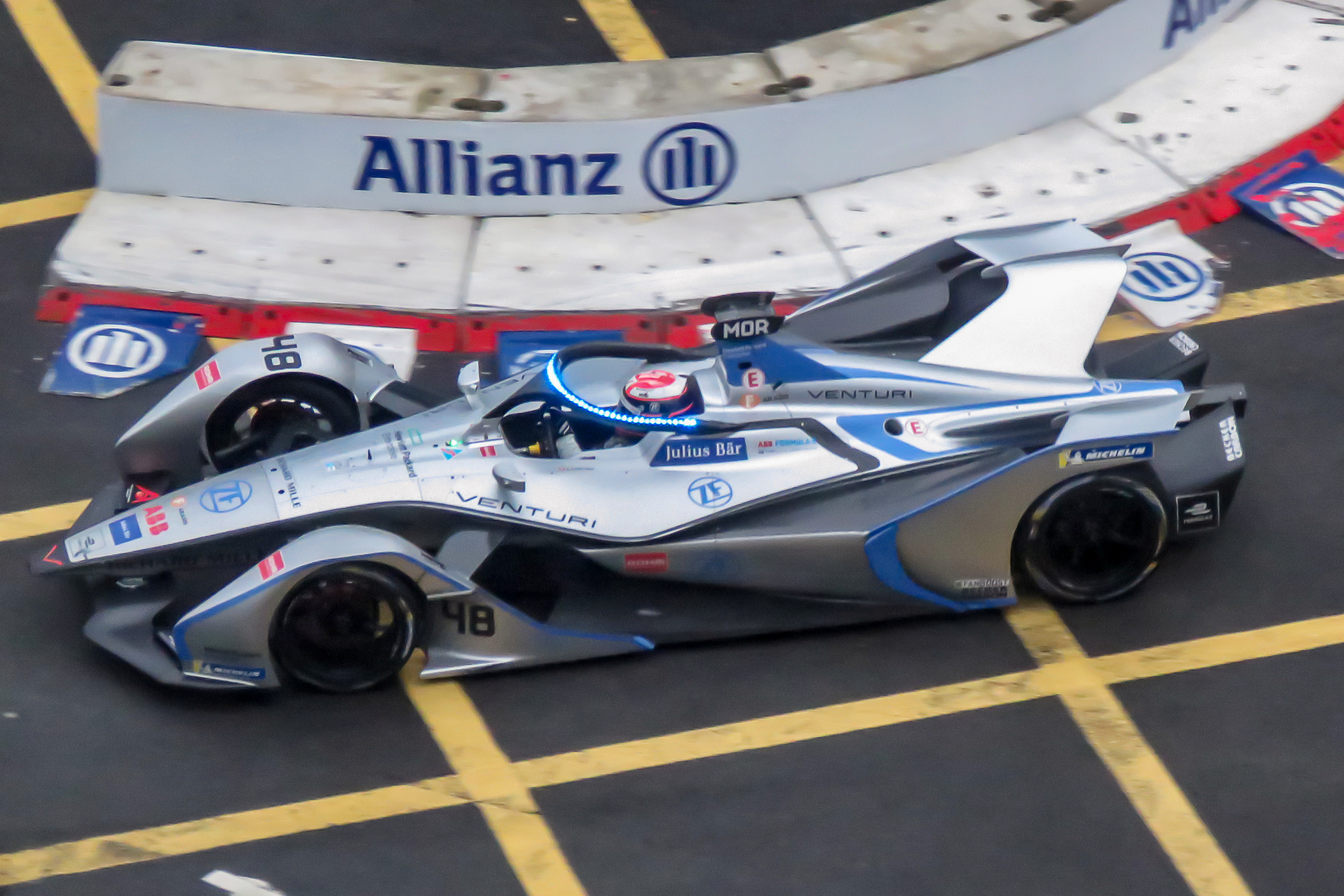
Mortara a Formula–E történetének 50. versenyén, Hongkongban.

A 2018–2019-es szezonra, egy korábbi Formula–1-es pilóta csapattársat kapott, Felipe Massát. A bajnokságot rosszul kezdte, az első két versenyen pontot sem szerzett. Azonban Santiagoban 4, Mexikóban 3., Hongkongban A Formula–E történetének 50. versenyén, eredetileg 2. helyen ért célba, de utólag Sam Birdöt büntették és ennek következtében megszerezte a maga és a Venturi első győzelmét az elektromos-versenysorozatban. Az új kínai fordulóban, Sanyában is pontot szerzett volna de utólag megbüntették, így lemaradt a pontokról.

## Eredményei

### Teljes GP2-eredménylistája
(Táblázat értelmezése)

(Félkövér: pole-pozícióból indult; dőlt: leggyorsabb kört futott) 

| Év   | Csapat              | 1         | 2         | 3          | 4          | 5          | 6         | 7          | 8          | 9          | 10         | 11         | 12         | 13        | 14         | 15        | 16         | 17        | 18         | 19         | 20        | Helyezés | Pont |
| ---- | ------------------- | --------- | --------- | ---------- | ---------- | ---------- | --------- | ---------- | ---------- | ---------- | ---------- | ---------- | ---------- | --------- | ---------- | --------- | ---------- | --------- | ---------- | ---------- | --------- | -------- | ---- |
| 2009 | Arden International | ESP FEA 6 | ESP SPR 1 | MON FEA Ki | MON SPR 13 | TUR FEA Ki | TUR SPR 9 | GBR FEA Ki | GBR SPR Ki | GER FEA 17 | GER SPR Ki | HUN FEA 12 | HUN SPR 14 | VAL FEA 6 | VAL SPR 12 | BEL FEA 8 | BEL SPR Ki | ITA FEA 5 | ITA SPR Ki | POR FEA Ki | POR SPR 8 | 14.      | 19   |

### Teljes GP2 Asia-eredménylistája
(Táblázat értelmezése)

(Félkövér: pole-pozícióból indult; dőlt: leggyorsabb kört futott) 

| Év      | Csapat           | 1       | 2       | 3       | 4       | 5          | 6          | 7         | 8         | 9          | 10         | 11          | 12          | Helyezés | Pont |
| ------- | ---------------- | ------- | ------- | ------- | ------- | ---------- | ---------- | --------- | --------- | ---------- | ---------- | ----------- | ----------- | -------- | ---- |
| 2008–09 | Trust Team Arden | SHI FEA | SHI SPR | ARE FEA | ARE SPR | BHR1 FEA 3 | BHR1 SPR 8 | LSL FEA 7 | LSL SPR 4 | SEP FEA Ki | SEP SPR 17 | BHR2 FEA Ki | BHR2 SPR 16 | 11.      | 11   |

### Teljes Formula–3 Euroseries-eredménylistája
(Táblázat értelmezése)

(Félkövér: pole-pozícióból indult; dőlt: leggyorsabb kört futott) 

| Év   | Csapat               | Motor      | 1       | 2       | 3       | 4       | 5       | 6        | 7        | 8        | 9        | 10       | 11       | 12       | 13       | 14       | 15      | 16       | 17      | 18        | 19       | 20       | Helyezés | Pont |
| ---- | -------------------- | ---------- | ------- | ------- | ------- | ------- | ------- | -------- | -------- | -------- | -------- | -------- | -------- | -------- | -------- | -------- | ------- | -------- | ------- | --------- | -------- | -------- | -------- | ---- |
| 2007 | Signature-Plus       | Mercedes   | HOC 1 6 | HOC 2 8 | BRH 1 8 | BRH 2 1 | NOR 1 3 | NOR 2 Ki | MAG 1 16 | MAG 2 12 | MUG 1 9  | MUG 2 18 | ZAN 1 14 | ZAN 2 9  | NÜR 1 22 | NÜR 2 11 | CAT 1   | CAT 2 Ki | NOG 1 6 | NOG 2 8   | HOC 1 6  | HOC 2    | 8.       | 37   |
| 2008 | Signature-Plus       | Volkswagen | HOC 1 3 | HOC 2 3 | MUG 1 4 | MUG 2 3 | PAU 1 2 | PAU 2 1  | NOR 1 4  | NOR 2 3  | ZAN 1 Ki | ZAN 2 21 | NÜR 1 Ki | NÜR 2 23 | BRH 1 4  | BRH 2 4  | CAT 1 9 | CAT 2 Ki | LMS 1 9 | LMS 2 14  | HOC 1 12 | HOC 2 6  | 2.       | 49,5 |
| 2009 | Kolles & Heinz Union | Volkswagen | HOC 1   | HOC 2   | LAU 1   | LAU 2   | NOR 1   | NOR 2    | ZAN 1    | ZAN 2    | OSC 1    | OSC 2    | NÜR 1    | NÜR 2    | BRH 1    | BRH 2    | CAT 1   | CAT 2    | DIJ 1   | DIJ 2     | HOC 1 Ki | HOC 2 Ki | Hn       | 0    |
| 2010 | Signature            | Volkswagen | LEC 1   | LEC 2   | HOC 1 2 | HOC 2 3 | VAL 1   | VAL 2 6  | NOR 1    | NOR 2 3  | NÜR 1    | NÜR 2 6  | ZAN 1    | ZAN 2 11 | BRH 1    | BRH 2 Ki | OSC 1 5 | OSC 2 Ki | HOC 1   | HOC 2 Kiz |          |          | 1.       | 101  |

### Teljes DTM-eredménylistája
(Táblázat értelmezése)

(Félkövér: pole-pozícióból indult; dőlt: leggyorsabb kört futott) 

| Év   | Csapat                                     | 1       | 2        | 3       | 4        | 5        | 6         | 7        | 8        | 9        | 10       | 11       | 12       | 13        | 14       | 15       | 16        | 17       | 18       | 19       | 20       | Helyezés | Pont |
| ---- | ------------------------------------------ | ------- | -------- | ------- | -------- | -------- | --------- | -------- | -------- | -------- | -------- | -------- | -------- | --------- | -------- | -------- | --------- | -------- | -------- | -------- | -------- | -------- | ---- |
| 2011 | Team Rosberg                               | HOC 14  | ZAN 6    | SPL 16  | LAU Ki   | NOR 5    | NÜR 7     | BRH 3    | OSC 3    | VAL 16   | HOC 13   |          |          |           |          |          |           |          |          |          |          | 9.       | 21   |
| 2012 | Team Rosberg                               | HOC 11  | LAU 8    | BRH 9   | SPL 1    | NOR Ki   | NÜR 2     | ZAN 1    | OSC Ki   | VAL 16†  | HOC 6    |          |          |           |          |          |           |          |          |          |          | 5.       | 82   |
| 2013 | Team Rosberg                               | HOC Ki  | BRH 21†  | SPL 15  | LAU 9    | NOR 17†  | MSC Ki    | NÜR 12   | OSC 10   | ZAN 14   | HOC 15   |          |          |           |          |          |           |          |          |          |          | 21.      | 3    |
| 2014 | Audi Sport Team Abt Sportsline             | HOC 22† | OSC 3    | HUN 4   | NOR 4    | MSC 9    | SPL 16    | NÜR 3    | LAU 16   | ZAN 4    | HOC 22†  |          |          |           |          |          |           |          |          |          |          | 5.       | 68   |
| 2015 | Audi Sport Team Abt Sportsline             | HOC 1 4 | HOC 2    | LAU 1 2 | LAU 2 5  | NOR 1 11 | NOR 2 15  | ZAN 1 Ki | ZAN 2 Ki | SPL 1    | SPL 2 3  | MSC 1 6  | MSC 2 8  | OSC 1 19† | OSC 2 Ki | NÜR 1 2  | NÜR 2 Ki  | HOC 1 Ki | HOC 2 3  |          |          | 4.       | 143  |
| 2016 | Audi Sport Team Abt Sportsline             | HOC 1   | HOC 2 11 | SPL 1 3 | SPL 2 Ki | LAU 1 8  | LAU 2 12  | NOR 1    | NOR 2 8  | ZAN 1 17 | ZAN 2 3  | MSC 1 8  | MSC 2 6  | NÜR 1 4   | NÜR 2 1  | HUN 1    | HUN 2 19† | HOC 1 3  | HOC 2 1  |          |          | 2.       | 202  |
| 2017 | Mercedes-AMG Motorsport BWT                | HOC 1 4 | HOC 2 13 | LAU 1 7 | LAU 2 11 | HUN 1 9  | HUN 2 11  | NOR 1 8  | NOR 2 3  | MSC 1 13 | MSC 2 10 | ZAN 1 12 | ZAN 2 12 | NÜR 1 7   | NÜR 2 16 | SPL 1 9  | SPL 2 17  | HOC 1 5  | HOC 2 9  |          |          | 14.      | 61   |
| 2018 | Silberpfeil Energy Mercedes-AMG Motorsport | HOC 1 4 | HOC 2 Ki | LAU 1   | LAU 2 11 | HUN 1 5  | HUN 2 Kíz | NOR 1    | NOR 2    | ZAN 1 13 | ZAN 2 8  | BRH 1 8  | BRH 2 17 | MIS 1 3   | MIS 2    | NÜR 1 13 | NÜR 2 11  | SPL 1 16 | SPL 2 10 | HOC 1 10 | HOC 2 13 | 6.       | 140  |

### Teljes Formula–E-eredménylistája
(Táblázat értelmezése)

(Félkövér: pole-pozícióból indult; dőlt: leggyorsabb kört futott) 

| Év      | Csapat                 | 1      | 2      | 3       | 4      | 5       | 6      | 7      | 8      | 9      | 10     | 11     | 12     | 13     | 14     | 15     | 16     | 17  | Helyezés | Pont |
| ------- | ---------------------- | ------ | ------ | ------- | ------ | ------- | ------ | ------ | ------ | ------ | ------ | ------ | ------ | ------ | ------ | ------ | ------ | --- | -------- | ---- |
| 2017–18 | Venturi Formula E Team | HKG 7  | HKG 2  | MAR 17† | SAN 13 | MEX 8   | PDE 17 | ROM 10 | PAR 13 | BER    | ZUR Ki | NYC1   | NYC2   |        |        |        |        |     | 13.      | 29   |
| 2018–19 | Venturi Formula E Team | ADR 19 | MAR 13 | SAN 4   | MEX 3  | HKG 1   | SNY 13 | ROM Ki | PAR Ki | MON Ki | BER 11 | BRN Ki | NYC Ki | NYC Ki |        |        |        |     | 14.      | 52   |
| 2019–20 | ROKiT Venturi Racing   | ADR 7  | ADR 4  | SAN Ki  | MEX 8  | MAR 5   | BER 17 | BER 8  | BER 14 | BER 14 | BER 8  | BER 10 |        |        |        |        |        |     | 14.      | 41   |
| 2020–21 | ROKiT Venturi Racing   | DIR 2  | DIR Ni | ROM Ki  | ROM 4  | VAL Ki  | VAL 9  | MON 12 | PUE 3  | PUE 1  | NYC 14 | NYC 17 | LON 9  | LON 11 | BER 2  | BER Ki |        |     | 2.       | 92   |
| 2021–22 | ROKiT Venturi Racing   | DIR 6  | DIR 1  | MEX 5   | ROM 7  | ROM Ki  | MON Ki | BER 1  | BER 2  | JAK 3  | MAR 1  | NYC 9  | NYC 10 | LON 18 | LON 13 | SEO Ki | SEO 1  |     | 3.       | 169  |
| 2022–23 | Maserati MSG Racing    | MEX Ki | DIR Ki | DIR 9   | HAI 10 | FOK Ki  | SAP Ki | BER 9  | BER Ki | MON 11 | JAK 6  | JAK 8  | POR Ki | ROM Ki | ROM 4  | LON 5  | LON 11 |     | 14.      | 39   |
| 2023–24 | Mahindra Racing        | MEX 13 | DIR 15 | DIR 11  | SAP 12 | TOK Kiz | MIS Ki | MIS 13 | MON Ki | BER 8  | BER 16 | SHA Ki | SHA 13 | POR 4  | POR Ki | LON 5  | LON Ki |     | 16.      | 29   |
| 2024–25 | Mahindra Racing        | SAP .  | MEX    | JED     | JED    |         | MIA    | MON    | MON    | TOK    | TOK    | SHA    | SHA    | JAK    | BER    | BER    | LON    | LON | HN       | 0    |

* A szezon jelenleg is zajlik.
† A versenyt nem fejezte be, de helyezését értékelték, mert a versenytáv több, mint 90%-át teljesítette.